# ریباره (ژاگوبیتسا)
ریباره (به صربی: Ribare) یک منطقهٔ مسکونی در صربستان است که در ژاگوبیتسا واقع شده‌است. ریباره ۴۸۵ نفر جمعیت دارد.